# گوزنروت
گوزنروت (به آلمانی: Gösenroth) یک شهر در آلمان است که در بیرکنفلد واقع شده‌است. گوزنروت ۲۶۸ نفر جمعیت دارد.